# Hans Krostina
Hans Krostina (* 14. August 1948 in München; † 4. Februar 2019 in Rosenheim) war ein deutscher Fußballspieler und Trainer. In der Saison 1976/77 absolvierte er für Rot-Weiss Essen 14 Spiele in der Fußball-Bundesliga.

## Karriere
Als zur Saison 1967/68 der Nationaltorhüter der WM-Tage 1962 in Chile, Wolfgang Fahrian, vom Bundesligisten TSV München 1860 zu Fortuna Düsseldorf in die Fußball-Regionalliga West wechselte, kam von den „Löwen“ auch der 19-jährige Amateur Hans Krostina an den Niederrhein mit. Krostina debütierte in der Regionalliga unter Trainer Bernd Oles – dieser hatte den Österreicher Ernst Melchior abgelöst – am 4. Februar 1968 beim 1:0-Auswärtserfolg gegen den VfB Bottrop als Mittelstürmer. An der Seite der Mitspieler Wolfgang Fahrian, Werner Biskup, Egon Köhnen, Werner Lungwitz und Waldemar Gerhardt absolvierte er insgesamt acht Ligaspiele und die Fortuna belegte den sechsten Rang. Nacher einer Saison in Düsseldorf schloss sich Krostina zur Saison 1968/69 dem Ligarivalen SC Fortuna Köln an.
Bei der Mannschaft von Mäzen und Präsident Jean Löring debütierte Krostina zwar bereits am ersten Spieltag, den 18. August 1968, bei der 0:2-Heimniederlage gegen den VfL Bochum in der Ligaelf, er brachte es aber im Rundenverlauf neben den Leistungsträgern Karl Lambertin, Peter Boers, Friedhelm Otters und Karl-Heinz Struth nur zu insgesamt zehn Einsätzen. Unter dem neuen Trainer Vladimir Beara und den Neuzugängen Wolfgang Fahrian und Toni Regh steigerte er sich aber in seiner zweiten Saison in der Kölner Südstadt auf 25 Einsätze. In dieser Runde hatte auch noch Präsident Löring in acht Spielen auf dem Rasen gestanden. In seinem dritten Jahr, 1970/71, jetzt übte Ernst-Günter Habig das Traineramt aus, verbesserte sich die Fortuna auf den vierten Rang und Krostina hatte an der Seite von Wolfgang Glock, Gerd Zimmermann, Werner Waddey und Helmut Bergfelder in 26 Spielen ein Tor erzielt. Nach insgesamt 61 Regionalligaeinsätzen mit einem Tor verabschiedete er sich von Köln – während seiner Aktivität für SC Fortuna hatte er sich Zusatzeinkünfte durch eine Vertretertätigkeit für Warmwasserboiler hinzu verdient – und unterschrieb zur Saison 1971/72 einen neuen Vertrag bei SV Arminia Hannover in der Fußball-Regionalliga Nord.
Sein Einstand bei den „Blauen“ verlief mit dem 3:1-Auswärtserfolg am Debüttag der Runde beim SC Sperber Hamburg erfolgreich. Als Mittelfeldspieler erzielte er dabei einen Treffer. Auch seine Einsatzzahlen stimmten mit 28 Spielen und fünf Toren, lediglich das Abschneiden der Mannschaft um die „Säulen“ Klaus-Peter Achtert (Torhüter), Meinhardt Messner und Joachim Röhl auf dem 14. Platz war nicht befriedigend. Er wechselte im Sommer 1972 nach Belgien und spielte vier Runden beim KFC Turnhout und AS Oostende.
Zur Saison 1976/77 kam Krostina zurück nach Deutschland. Er wechselte zu Rot-Weiss Essen, mit denen er in der Bundesliga spielte. Er war stets Ergänzungsspieler, bei seinen 14 Einsätzen bestritt er zwei über die volle Länge. Zu Spielzeitende stand Krostina mit seinen Mannschaftskollegen, mit sieben Punkten Rückstand auf den rettenden 15. Platz, als Tabellenletzter als Absteiger in die 2. Bundesliga fest. Unter dem Nachfolger von Trainer Ivica Horvat, Hermann Erlhoff, debütierte Krostina am 9. Oktober 1976 bei der 1:2-Niederlage bei Hertha BSC an der Seite von Horst Hrubesch in der Bundesliga. In dieser Phase bestritt er auch zwei Spiele im DFB-Pokal für die Rot-Weissen gegen den SV Meppen und den 1. FC Saarbrücken. Für Essen bestritt er in der Nordstaffel der 2. Bundesliga ein Spiel – am Rundenstart, den 6. August 1977, beim 4:4-Heimremis gegen Preußen Münster – und wechselte dann in die Südstaffel zum FC Bayern Hof. Er debütierte am 23. Oktober 1977 bei der 0:2-Auswärtsniederlage gegen Stuttgarter Kickers in der Elf von Trainer István Sztani. Mit den Oberfranken aus dem Stadion Grüne Au belegte Krostina nach 24 Zweitligaeinsätzen mit vier Toren den 17. Tabellenplatz und stieg mit den Mitspielern Manfred Seifert (Torhüter), Klaus-Ulrich Blümig, Hans-Oskar Feulner, Rudolf Fichtner, Günther Michl, Lothar Wolf und Karl-Heinz Zapf in das Amateurlager ab.
Er blieb der 2. Bundesliga erhalten, da er zum MTV 1881 Ingolstadt wechselte. Zwei Jahre gehörte er in Ingolstadt zu dem Stamm der Leistungsträger. In der ersten Saison, 1978/79, brachte er es unter Trainer Helmut Richert auf 37 Einsätze und erzielte sieben Tore. Der MTV belegte mit den Mitspielern Edmund Stöhr, Wesley Schenk, Richard Mamajewski, Hans Borchert, Walter Anspann, Karl Obermeier, Georg Weißberger und Richard Stöckle den elften Rang. In seiner zweiten Saison, 1979/80, erlebte Krostina im Oktober 1979 den Trainerwechsel zu Herbert Wenz, seine Steigerung auf erstaunliche 17 Tore in 32 Spielen, aber am Rundenende als 19. den Abstieg in das Amateurlager.
Insgesamt werden für den gelernten Maschinenbauschlosser in der damals zweitklassigen Fußball-Regionalliga 97 Spiele mit sechs Toren und in der 2. Bundesliga 94 Spiele mit 28 Toren geführt.
In der Schweiz setzte er seine fußballerische Laufbahn als Trainer bei den Vereinen SC Zug (1981–83), FC Rüti Zürich (1982/83), FC Vaduz/Liechtenstein (1984/85), FC Chur (bis 1988) und Old Boys Basel (1989) – überwiegend in der dortigen Nationalliga B – fort. Vom 1. Juli 1991 bis zum 28. September 1992 trainierte er die SpVgg Bayreuth.